# عمارت نواب
عمارت نواب مربوط به دوره پهلوی است و در یزد، بلوار کوثر، نرسیده به پل قطار واقع شده و این اثر در تاریخ ۱۶ دی ۱۳۸۷ با شمارهٔ ثبت ۲۴۴۳۰ به‌عنوان یکی از آثار ملی ایران به ثبت رسیده‌است. این عمارت متعلق به محمدحسین نواب بود و پس از مرگ وی به دلیل اینکه فرزندی نداشت؛ عمارت به برادرزاده‌هایش به ارث رسید.